# Dagmar Varady

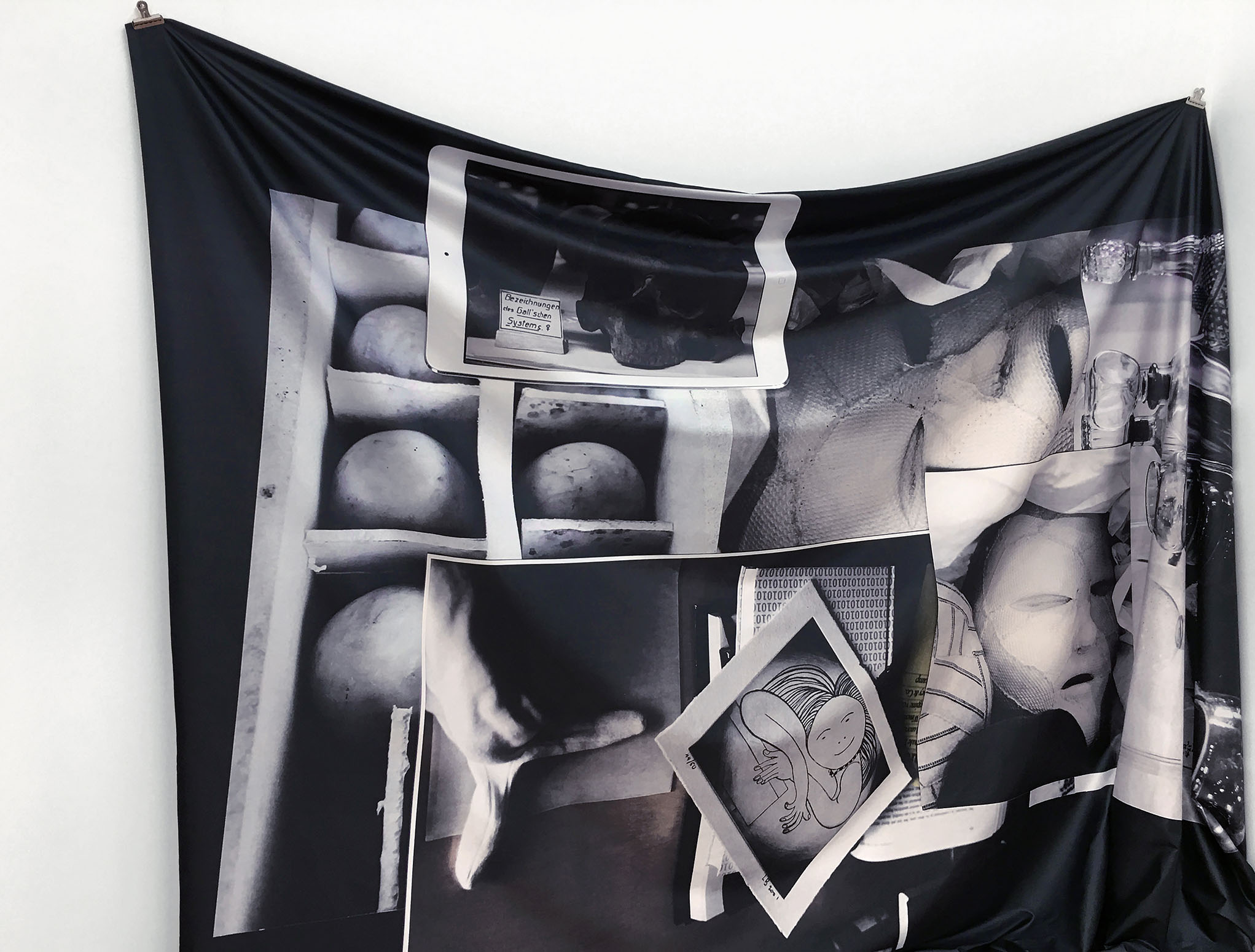
Dagmar Varady: I Don’t Like Passion, Installation, 2018

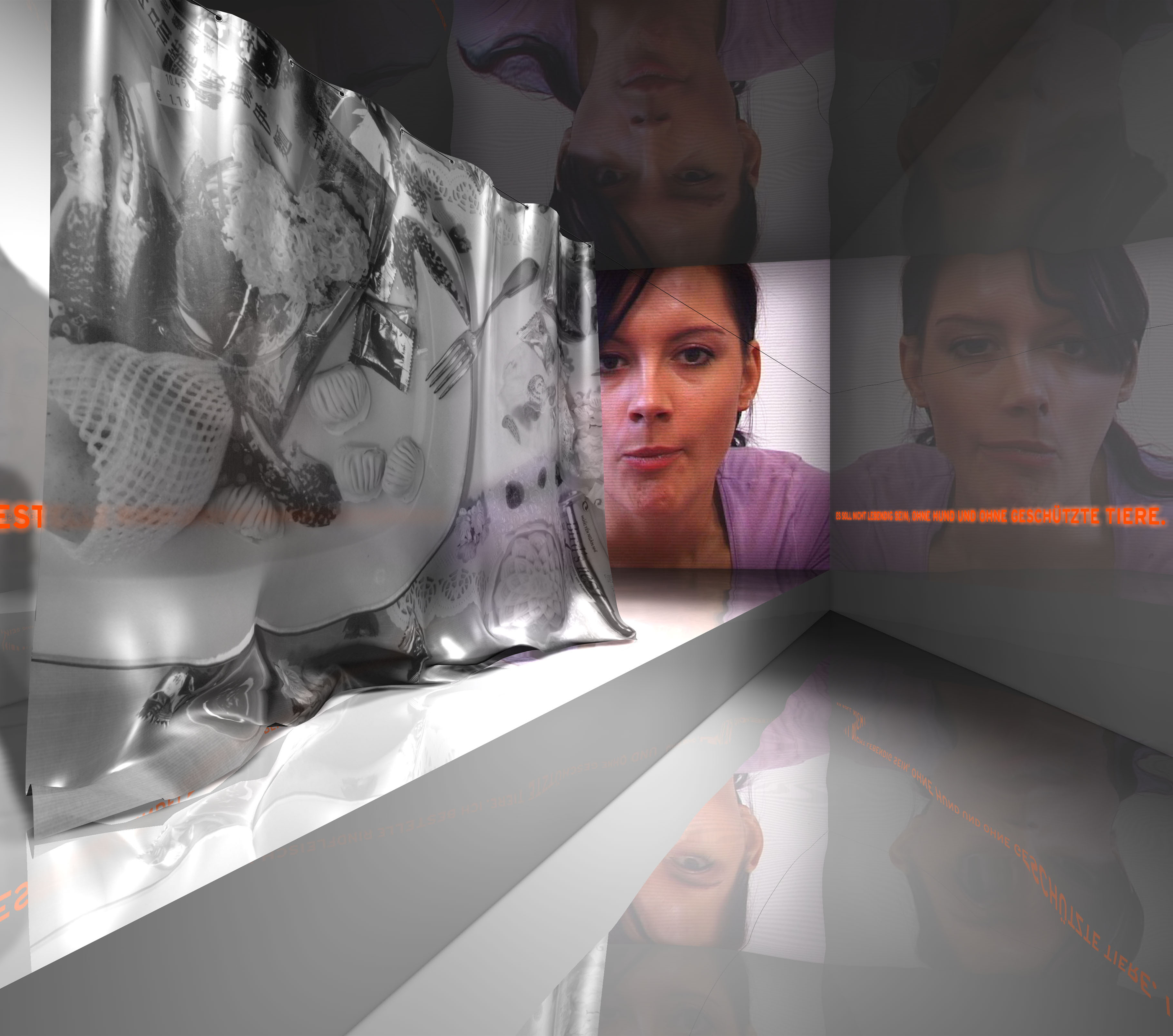
Menu Deutschland, Werkzyklus, 2006

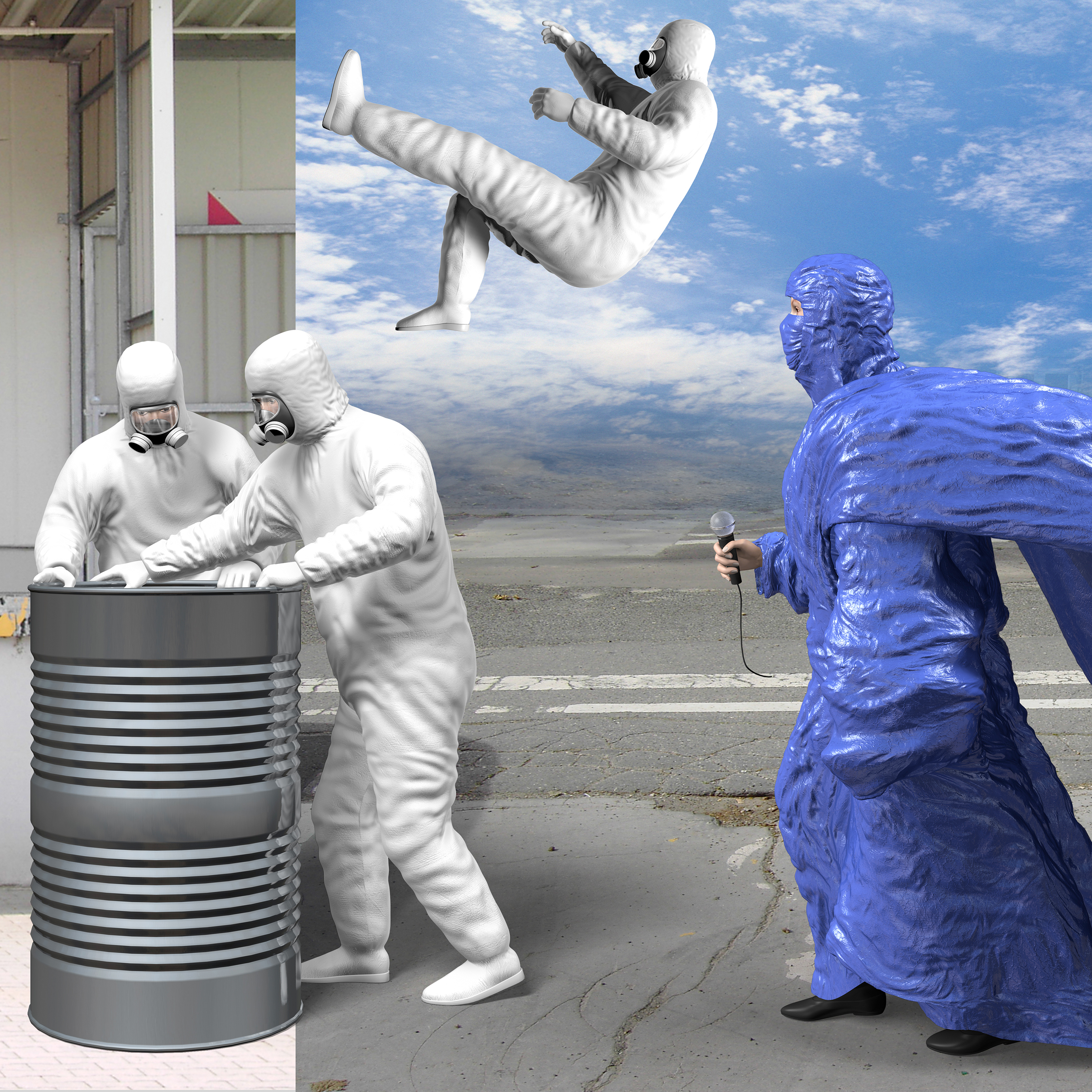
Katrina, aus dem Werkzyklus „Panorama“, 2013

Dagmar Varady (* 1961) ist eine deutsche Konzept- und Medienkünstlerin.

## Leben
Dagmar Varady studierte bis 1989 an der Burg Giebichenstein, Hochschule für Industrielle Formgestaltung, in Halle und bis 2001 Medienkunst im Fach Intermedia an der Hochschule für Grafik und Buchkunst Leipzig. 2009 war sie Gründungsstifterin und bis 2017 im Vorstandsvorsitz der SYN Stiftung | Kunst Design Wissenschaft.

## Werk
Neben Installationen aus Filmen, Videos, Fotografie, Computeranimation und Zeichnungen gehören zu ihren Arbeiten auch Gobelins. Zu ihren Werkkomplexen zählen unter anderen „Sieben Synthetische Steine“, „Emergency Library“, „Wolkenatlas“ und „Menu Deutschland“.
Seit 2013 veröffentlicht Dagmar Varady Experimentalvideos, welche in Zusammenarbeit mit der Schauspielerin Jutta Hoffmann entstanden sind und Texte der Aufklärung, der Klassik sowie der literarischen Moderne mit dem Ambiente markanter Schauplätze Sachsen-Anhalts wie auch Italiens assoziativ in Beziehung setzen.

## Werke im öffentlichen Raum
- 1997: Garten der Erinnerungen. Installation im Garten von Schloss Mosigkau, Kulturstiftung Dessau-Wörlitz
- 1997: Grasberg und Wolfsberg. Großflächige Gobelins für den Weißen Saal, Schloss Wilhelmsburg, Schmalkalden/Thüringen
- 1999: Zwanzig Blickpunkte. Künstlerische Feldforschung, Bundesgartenschau Magdeburg
- 2000: Kraftwerk-Pavillon. Ehem. Braunkohlekraftwerk Vockerode, Korrespondenz-Standort zur Expo 2000, Hannover
- 2003: Golden Hills. Leuchtkasten-Installation. Staatliche Galerie Moritzburg Halle, Landeskunstmuseum Sachsen-Anhalt
- 2005: Sieben Synthetische Steine (Natur nach Novalis). Skulptur in Zusammenarbeit mit Forschungsstätte und Novalis-Museum im Rapid Prototyping, Abgüsse aus synthetischem Kautschuk entstehen für Gartenträume in Sachsen-Anhalt
- 2007: ELBEN (sehen Wolken). Installation, 2 Videosequenzen in Endlosschleife und Filmzitat nach P. P. Pasolini im Kunstmuseum Kloster Unser Lieben Frauen, Magdeburg
- 2007: Der Hai Und Das Mädchen. Leuchtkasten und 3D-Computeranimation mit Ton im Foyer Neubau Fraunhofer-Institut für Werkstoffmechanik, Halle (Saale)[1]
- 2021: FIVE echoed, Emaille auf Klarfolie, Hochschule für Gestaltung und Kunst FHNW, Basel-Münchenstein, Schweiz

## Ausstellungen (Auswahl)
- 1994: 24 Kassetten, 1 Teppich, 365 Tage/24 Minuten, 1 Klang, 365 Takte, Akademie Schloss Solitude, Stuttgart[2]
- 2004: Halbwert(s)zeit, Villa Streccius, Landau
- 2004: DHUDM.DHUDM, Kunstverein, Gifhorn
- 2005: Die Ordnung der Natur. Museum Moderner Kunst Stiftung Wörlen, Passau
- 2006: Keine Zeit! Keine Zeit!, Galerie Stadtpark, Krems/A
- 2007: Wolkenatlas. Studiogalerie, Academy of Visual Arts und Galerie für Zeitgenössische Kunst, Leipzig
- 2008: Die Elbe [in] between. Kunstmuseum Unser Lieben Frauen, Magdeburg
- 2009: Erröten. Ein Ausstellungsprojekt Dagmar Varady mit Alba D`Urbano[3]
- 2010: Wolkenbild [eine Annäherung]. Institut für moderne Kunst im Zumikon Studio, Nürnberg
- 2012: Assemblages, I Surrender, incl. Albrecht Fuchs. Das Institut, Devening Projects + Editions, Chicago/IL, USA
- 2013: Wissen – Ein Werkdialog, mit Alba D`Urbano. Kunstverein Ludwigshafen am Rhein[4]
- 2014: Reisen (nach Goethe) – erheitern, erhellen. Galerie seminarerum – Irène Preiswerk, Zürich
- 2015: Happiness, The Order of the Book. Studio Roma, Istituto Svizzero di Roma/I
- 2015: 2.5.0. - Object is Meditation and Poetry mit Tina Bara. Grassi Museum für Angewandte Kunst, Leipzig
- 2016: Es kann sein, die Tinte ist aber neu. Luthers Tintenklecks – ein Medienmythos. In Gedanken Raum geben, Grassi Museum für Angewandte Kunst, Leipzig[5]
- 2017: Natur (nach Goethe). Kurzfilm mit Jutta Hoffmann, Villa Romana, Florenz
- 2018: I Don’t Like Passion. Gallery Paris London Hong Kong and Devening Projects, Chicago/IL, USA[6]

## Experimentalfilme
- 2013: Reizen, Kamera und Regie, mit Jutta Hoffmann, auf Textgrundlage von Johann Christian Reils Rhapsodien, zu Video-Aufnahmen: Wörlitzer Park/Reilsberg, Musik: Maximilian Pfau, Laufzeit: 14 Minuten
- 2017: Rough, Kamera und Regie, mit Jutta Hoffmann, zu Video-Aufnahmen: Garten der Villa Romana, Sounddesign: Steffen Martin, Laufzeit: 11 Minuten
- 2022: Reality, Kamera und Regie, mit Jutta Hoffmann, zu Heiner Müllers Herakles 2 oder die Hydra, zu Video-Aufnahmen: Lido di Venezia/Spiegelsaal eines venezianischen Palazzos, Laufzeit: 10 Minuten[7]

## Auszeichnungen
- 1993: Stipendium der Akademie Schloss Solitude, Stuttgart
- 2000: Residenz Virginia Center for the Creative Arts/USA
- 2002: HAP-Grieshaber-Preis der VG Bild-Kunst[8]
- 2007: AIR-Artist in Residence, Krems/A[9]
- 2007: Ausstellungsförderung Deutsche Bank Stiftung, Frankfurt am Main
- 2015: Residenz, Studio Roma, Istituto Svizzero di Roma
- 2016: Gast, Villa Romana, Florenz

## Publikationen
- Gobelins für den Weißen Saal im Schloß Wilhelmsburg Schmalkalden. Verlag Ausbildung + Wissen, Bad Homburg 1996, ISBN 3-927879-86-X.
- als Hrsg.: Orte. 1996, ISBN 3-00-000885-3.
- Wolkenwasserwege. Verlag für moderne Kunst, Nürnberg 2003, ISBN 3-936711-08-9.
- HI. Schwebende Bilder. Edition Young Art. Kerber, Bielefeld 2007, ISBN 978-3-86678-046-0.
- Zur Konzeption der Rhapsodien bei Reil, 1803. In: Das geheimnisvolle Organ – Die Vorstellung über Hirn und Seele von Johann Christian Reil bis heute. Universitätsverlag der Martin-Luther-Universität Halle-Wittenberg, 2013, ISBN 978-3-86829-643-3.
- Wissen. Alba D'Urbano und Dagmar Varady. Kunstverein Ludwigshafen am Rhein 2013, ISBN 978-3-944295-06-0.
- EXPANDED STUDIO, Dagmar Varady, Snoeck Verlag, Köln, 2023, ISBN 978-3-86442-414-4.